# Tour de Flandes 1975
El Tour de Flandes 1975 va ser la 59a edició del Tour de Flandes. La cursa es disputà el 6 d'avril de 1975, amb inici a Gant i final a Merelbeke després d'un recorregut de 255 quilòmetres. El belga Eddy Merckx guanyà la prova per segona i darrera vegada.
Merckx atacà a 105 km de meta en la pujada al Kwaremont. Només el pogué seguir Frans Verbeeck que faria segon a la línia de meta després que Merckx el deixés enrere a 7 kilòmetres del final. A més de cinc minuts del guanyador de la prova arribà el tercer classificat Marc Demeyer.

## Classificació final
|    | Ciclista                     | Equip                          | Temps      |
| -- | ---------------------------- | ------------------------------ | ---------- |
| 1  | Eddy Merckx (BEL)            | Molteni                        | 6h 16' 00" |
| 2  | Frans Verbeeck (BEL)         | Maes-Watney                    | + 30"      |
| 3  | Marc Demeyer (BEL)           | Carpenter-Confortluxe-Flandria | + 5' 02"   |
| 4  | Walter Planckaert (BEL)      | Maes-Watney                    | + 5' 08"   |
| 5  | Rik van Linden (BEL)         | Bianchi-Campagnolo             | m. t.      |
| 6  | Gerben Karstens (NED)        | Gitane-Campagnolo              | m. t.      |
| 7  | Gustaaf van Roosbroeck (BEL) | Alsaver-Jeunet-De Gribaldy     | m. t.      |
| 8  | Freddy Maertens (BEL)        | Carpenter-Confortluxe-Flandria | m. t.      |
| 9  | Roger Rosiers (BEL)          | Super Ser-Zeus                 | m. t.      |
| 10 | Willem Peeters (BEL)         | Maes-Watney                    | m. t.      |